# هنگامی که ما برمی‌خیزیم
هنگامی که ما برمی‌خیزیم (انگلیسی: When We Rise) نام یک مینی سریال‌ مستند درام از شبکه ABC است که توسط داستین لنس بلک‌ نوشته شده‌است. داستان آن درباره جنبش‌های اجتماعی دگرباشان جنسی با شروع از شورش استون‌وال‌ در سال ۱۹۶۹ است.

## بازیگران
- گای پیرس در نقش کلیو جونز فعال حقوق دگرباشان جنسی[۲]
- مری-لوئیز پارکر در نقش روما گای، فعال حقوق زنان[۲]
- ریچل گریفیتس [۲]
- کری پرستون [۳]
- مایکل کی ویلیامز [۲]
- کوین مک‌هیل (بازیگر) [۲]
- دیلن والش [۲]
- فیونا دوریف [۲]
- ووپی گلدبرگ [۲]
- روزی اودانل [۲]
- دنی اوهر [۲]
- دیوید هاید پیرس [۲]
- راب رینر[۴]
- پائولی پرتی[۴]
- تی آر نایت[۴]
- ویلیام سدلر[۴]
- ریچارد شیف[۴]
- فیلیسیا رشاد[۴]
- ماری مک‌کورمک[۴]
- آرلیس هاوارد[۴]
- ویلیام سدلر[۴]
- هنری چرنی[۴]
- بالتازار گتی[۵]